# Callytron
Callytron este un gen de coleopter din familia Carabidae. Mai jos este o listă de specii din acest  gen:
- Callytron alleni (W. Horn, 1908)
- Callytron andersoni (Gestro, 1889)
- Callytron doriai (W. Horn, 1897)
- Callytron gyllenhalii (Dejean, 1825)
- Callytron inspeculare (W. Horn, 1904)
- Callytron limosum (Saunders, 1834)
- Callytron malabaricum (Fleutiaux & Maindron, 1903)
- Callytron monalisa (W. Horn, 1927)
- Callytron nivicinctum (Chevrolat, 1845)
- Callytron terminatum (Dejean, 1825)
- Callytron yuasai (Nakane, 1955)